# Municipio de Howard (condado de Meade)
El municipio de Howard (en inglés: Howard Township) es un municipio ubicado en el condado de Meade en el estado estadounidense de Dakota del Sur. En el año 2010 tenía una población de 12 habitantes y una densidad poblacional de 0,13 personas por km².

## Geografía
El municipio de Howard se encuentra ubicado en las coordenadas 44°39′21″N 102°5′4″O / 44.65583, -102.08444. Según la Oficina del Censo de los Estados Unidos, el municipio tiene una superficie total de 91.09 km², de la cual 90,49 km² corresponden a tierra firme y (0,65 %) 0,6 km² es agua.

## Demografía
Según el censo de 2010, había 12 personas residiendo en el municipio de Howard. La densidad de población era de 0,13 hab./km². De los 12 habitantes, el municipio de Howard estaba compuesto por el 100 % blancos. Del total de la población el 0 % eran hispanos o latinos de cualquier raza.